# Waalstraat

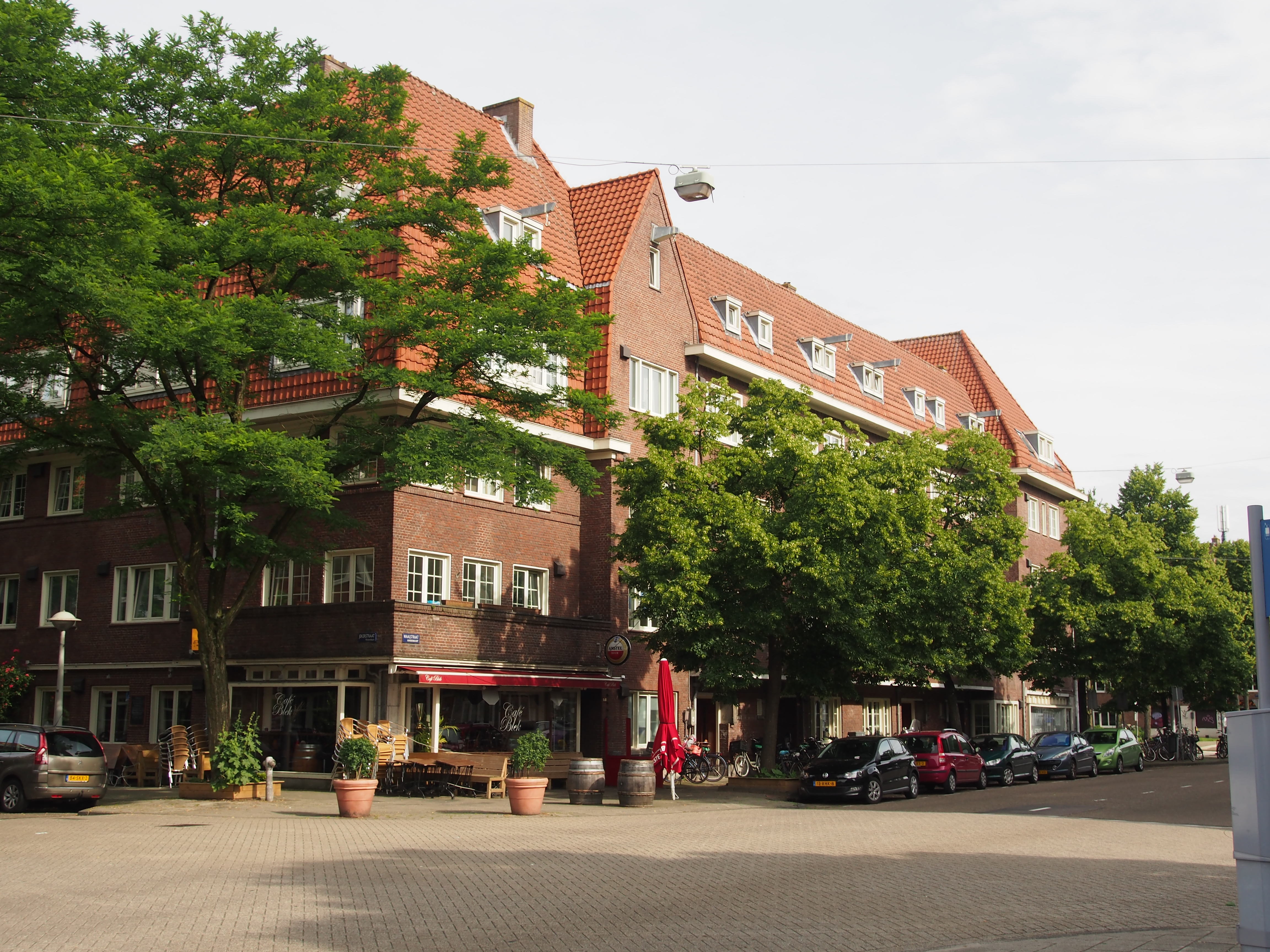
Hoek Waalstraat/Jekerstraat

De Waalstraat is een straat in de Rivierenbuurt in stadsdeel Zuid te Amsterdam. De straat is genoemd naar de gelijknamige Nederlandse rivier.

## Ligging
De Waalstraat loopt van de Han van Zomerenbrug over het Amstelkade in zuidelijke richting naar de President Kennedylaan, alwaar de straat overgaat in de De Mirandalaan.
Langs deze laan zijn een gelijknamig zwembad en een politiebureau gevestigd. De straat loopt parallel aan de Maasstraat en snijdt door de
postcodegebieden 1078 en 1079. De straat wordt halverwege onderbroken door het Merwedeplein, waar Anne Frank een tijd heeft gewoond.
De straat kruist een aantal belangrijke verkeersaders. In het begin de Churchill-laan waar tramlijn 12 rijdt (en tot eind 2013 tram 25 reed) en voorbij het Merwedeplein de Rooseveltlaan waar tram 4 rijdt. In het laatste gedeelte van de straat rijdt bus 62. De straat eindigt uiteindelijk bij de drukke President Kennedylaan.

## Karakter
De straat heeft een brede rijbaan in twee richtingen, maar is niet bepaald een drukke verkeersweg te noemen en wordt vaak als sluiproute gebruikt. Langs de straat bevinden zich weinig winkels; de straat heeft voornamelijk een woonfunctie.